# Partie (jeu vidéo)
 (octobre 2023).
Si vous disposez d'ouvrages ou d'articles de référence ou si vous connaissez des sites web de qualité traitant du thème abordé ici, merci de compléter l'article en donnant les références utiles à sa vérifiabilité et en les liant à la section « Notes et références ».
Pour les articles homonymes, voir partie.
Une partie de jeu vidéo correspond à la durée de l'appropriation du monde virtuel par le joueur. Cette partie peut se dérouler jusqu'à ce que le jeu soit fini où jusqu'à ce que le joueur se lasse. 
Lorsque les jeux n'étaient pas entièrement traduits en français, l'expression Game Over (signifiant « partie terminée ») apparaissait à la fin ou bien lorsque le joueur perdait. La partie était alors terminée, le joueur ne pouvait plus que recommencer au début du jeu.
Depuis les années 1990, quasiment tous les jeux donnent la possibilité de sauvegarder une partie, pour y revenir plus tard. Ainsi le joueur peut terminer un jeu sans devoir recommencer du début à chaque fois. Plus récemment, dans certains jeux d'action, ce système de sauvegarde est complété par un système de contrôle du temps comme si un magnétoscope était intégré où l'on peut rembobiner pour refaire la scène (cf. Prince of Persia : les Sables du temps, Race Driver: GRID, etc.).
Généralement sur une borne d'arcade, un joueur paie pour une ou plusieurs parties selon la somme d'argent qu'il met dans la machine. Une fois les crédits épuisés, il doit remettre de l'argent pour continuer à jouer, sauf s'il a gagné entre-temps des bonus de crédits à l'aide d'un système de points ou d'une loterie intégrée au jeu.